# Ахамкара
Ахамкара, аханкара (санскр. अहंकार, Ahaṃkāra IAST) — санскритський термін, яким називають несправжнє его, почуття «я», уявлення про власне «я», самоусвідомлення. У філософії індуїзму є однією з концепцій школи Самкх'я. Вперше зустрічається в Упанішадах: «Чхандогьї» і «Прашні». В «Прашна-упанішаді» ахамкара описується як одна з чотирох антахкаран («внутрішніх інструментів»), поряд з буддгі, чіттою та манасом. «Чхандогья-упанішада» говорить про ахамкару як про самоусвідомлення, стверджуючи, що ті, хто не здатен відрізнити атман від тіла, ототожнюють своє істинне, духовне «я» з ілюзорним матеріальним тілом.